# Gabriel Naudé

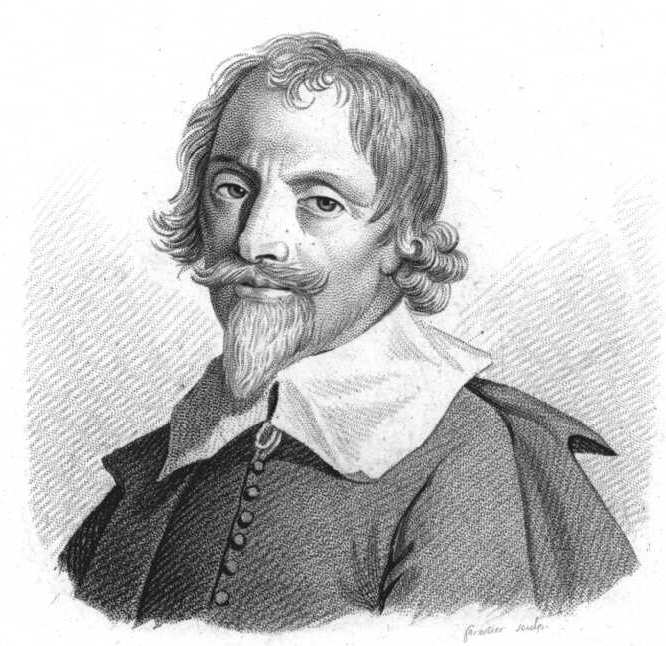
Gabriel Naudé.

Gabriel Naudé (2 de febrero de 1600-Abbeville, 10 de julio de 1653) fue un bibliotecario francés.

## Bibliotecario
Trabajó para el Cardenal de Bagni y para Francesco Barberini en Roma, más tarde trabajó para el Cardenal Mazarino y creó una biblioteca que fue la base para la actual Biblioteca Mazarino. Recorriendo Europa durante diez años, ayudó a Mazarino comprando más de 40.000 volúmenes entre los que se encuentra una formidable colección de manuscritos. Naudé es célebre por haber redactado un Advis pour dresser une bibliotèque, que es el primer manual de biblioteconomía francés y mundial. Editado en 1627, en él propuso una serie de innovaciones en las bibliotecas que tendrían una gran repercusión posterior:
1.- Creación del bibliotecario profesional. Según Naudé, debían ser personas cultas con formación específica en la elaboración de instrumentos bibliotecarios de control y ordenación de los fondos al servicio de la cultura y la ciencia.
2.- Asentamiento de las técnicas de descripción bibliográfica, tanto para catálogos como repertorios bibliográficos, para hacer frente al crecimiento de las colecciones; la memoria resulta una estrategia de control insuficiente.
3.- Ordenación de los fondos por facultades (materias)
4.-Dar preferencia al contenido del libro y no a su apariencia exterior (idea ya propuesta por Leibniz en su etapa profesional de bibliotecario).
5.-Importancia de las instalaciones y la distribución del mobiliario: estanterías adosadas a la pared, espacios diáfanos donde alcance la luz natural, los libros dejan de estar encadenados al pupitre...
6.- Necesidad de dotar a las bibliotecas de un presupuesto permanente para la compra de libros, para tener una colección con el mayor número de obras y autores.
7.- Apertura de las bibliotecas al público, estableciendo horarios de acceso, que sería el germen para el resurgimiento de las bibliotecas públicas en el siglo XIX.

## Magia y esoterismo
La primera edición de sus trabajos acerca de la magia, ciencias medievales, así como la historia de su aprendizaje y de su educación, se publicó en 1625. Su obra, de 1690 fue la última publicación de su vida. En sus escritos defendió a personajes tan conocidos como Merlín, Nostradamus, Roger Bacon y Paracelso de la grave acusación que se les hacía al tacharles de magos. Se dedicó al estudio de la magia y la clasificó en cuatro categorías: magia blanca, magia negra, magia divina y magia natural (esta última incluía las ciencias, y la química). Publicó, asimismo, una estudiada obra sobre las revelaciones de los misterios filosóficos y herméticos de los Hermanos de la Rosacruz.

## Obras
- Instruction à la France sur la Verité de l'Histoire des Frères de la Roze-Croix... Paris: Chez François Julliot, 1623.
- Advis pour dresser une bibliothèque. Primera edición en 1627, reedición en 1644. Edición contemporánea Klincksieck, 1994. - 164 p.; 18 cm. Reproducción del ejemplar de la biblioteca de Sainte-Geneviève, Paris. ISBN 2-252-02730-4
- Addition à l'histoire de Louis XI. Primera edición en 1630. Edición contemporánea Fayard, 1999. - 196 p.; 23 cm. - (Corpus des œuvres de philosophie en langue française) D'après le texte de la 1ère éd. (1630). ISBN 2-213-60179-8
- Science des Princes, ou Considérations politiques sur les coups-d'état. Primera edición en 1639. Edición contemporánea Le Promeneur. - ISBN 2-07-077275-6
- Quinque quaestionum latro-philologicarum / Gabriel Naudé. - Parisiis: Chouet, 1647. - 12ø.
- Causae Kempenses conjectio pro curia Romana / Gabriel Naudé. - Parisiis: Cramoisy, 1651. - 8ø.
- Apologie pour tous les grands personnages qui ont esté faussement soupçonnez de magie. 1625, La Haye: Chez Adrian Vlac, 1653.
- Bibliographia Militaris. In germania primum edita cura G. Schubarti. Ienae, ex Officina Nisiana, 1683. Primera edición separada de esta obra consagrada a los libros dedicados a la guerra y al arte militar].
- Naudaean et Patiniana ou Singularitez Remarquables, Escogidas de ‘’Des Conversations De Mess’’. Naudé & Guy Patin. Segunda edición revisada, corregida & ampliada d'Additions au Naudæana que no aparecían en la l'Edition de Paris. Ámsterdam: François vander Plaats, 1703.
- Science des princes, ou Considerations politiques sur les Coups d´État. Avec les Réflexions Historiques, Morales, Chrétiennes, & Politiques. De L.D.M.C.S.D.S.E.D.M. 3 volumes. 1752. Les "Réflexions Historiques..." debidas a Louis du May, Conseiller et Secrétaire du Sérénissime Electeur de Maguncia como lo indican las iniciales del título.
- Mémoire confidentiel adressé à Mazarin. Tras el fallecimiento del Cardenal Richelieu. Publicado después del manuscrito autógrafo e inédito de Alfred Franklin.

## Cita
"La bibliothèque est le lieu de l'exercice public de la raison" (in Advis pour dresser une bibliothèque). (La biblioteca es el lugar del ejercicio público de la razón)